# اویان-له-بن
اویان-له-بن (به فرانسوی: Évian-les-Bains) یک کمون در فرانسه است که در canton of Évian-les-Bains واقع شده‌است.

## خصوصیات
اویان-له-بن ۴٫۳ کیلومترمربع مساحت و ۸٬۵۲۷ نفر جمعیت دارد.

## خواهرخوانده
شهرهای ایزومو و ایرکوتسک خواهرخوانده‌های اویان-له-بن هستند.